# Néstor Togneri
Néstor Rubén Togneri (ur. 27 listopada 1942 w San Martín, zm. 9 grudnia 1999 w San Martín) – argentyński piłkarz, grający podczas kariery na pozycji obrońcy.

## Kariera klubowa
Néstor Togneri rozpoczął karierę w klubie CA Platense w 1965. W 1970 przeszedł do Estudiantes La Plata i występował w nim przez kolejne 8 lat. Z Estudiantes trzykrotnie zdobył Copa Libertadores w 1968, 1969 i 1970 oraz Puchar Interkontynentalny w 1968.
Togneri w 1968 wszedł na boisko w drugim spotkaniu finałowym Copa Libertadores z SE Palmeiras, w 1969 wystąpił w obu meczach finałowych z Nacionalem Montevideo oraz w obu meczach finałowych z CA Peñarol w 1970. W 1968 wystąpił w obu meczach o Puchar Interkontynentalny z Manchesterem United. Karierę zakończył w Quilmes Atlético Club w 1976. Ogółem w latach 1965-1976 Togneri rozegrał w lidze argentyńskiej 399 meczów, w których strzelił 6 bramek.

## Kariera reprezentacyjna
W reprezentacji Argentyny Togneri jedyny raz wystąpił w 1974. W tym samym roku został powołany na mistrzostwa świata. Na mundialu w RFN Togneri był rezerwowym i nie wystąpił w żadnym meczu.